# Санджике
Санджике (южноселькупск. / Са́нҗый кы) — река в России, протекает по Верхнекетскому району Томской области. Устье реки находится в 6 км по правому берегу реки Нибега. Длина реки составляет 31 км. По реестру имеет два безымянных притока, обозначенных на карте как Ниж. Санджике и Верх. Санджике.

## Данные водного реестра
По данным государственного водного реестра России относится к Верхнеобскому бассейновому округу, водохозяйственный участок реки — Кеть, речной подбассейн реки — бассейн притоков (Верхней) Оби от Чулыма до Кети. Речной бассейн реки — (Верхняя) Обь до впадения Иртыша.